# 竜舞駅
竜舞駅（りゅうまいえき）は、群馬県太田市龍舞町にある、東武鉄道小泉線の駅である。駅番号はTI 47。
小泉線の支線では唯一の中間駅である。

## 年表
- 1942年（昭和17年）5月10日 - 開業[3][4]。
- 1973年（昭和48年）9月1日 - 無人化、簡易委託開始[要出典]。
- 2007年（平成19年）3月18日 - ICカードPASMO供用開始。
- 2008年（平成20年） - 駅舎を改築[要出典]。
- 2022年（令和4年）3月31日 - 簡易委託終了。

## 駅構造
島式ホーム1面2線を有する地上駅。列車交換可能駅で、一部列車の列車交換の設定がある。駅舎は線路の北側にあり、ホームとは跨線橋により連絡している。PASMO対応簡易改札機が設置されている。
駅南側に出入口はないが、周辺の土地区画整理事業の際に南口を設置出来るよう、広場が設けられている。また駅舎のある北側から南側に移動出来る踏切（二輪車を除く車両通行不可）がある。

### のりば
| 番線 | 路線   | 方向 | 行先       |
| ---- | ------ | ---- | ---------- |
| 1    | 小泉線 | 上り | 東小泉方面 |
| 2    | 小泉線 | 下り | 太田方面   |

- 下り方面の列車のほとんどは桐生線へ直通するが、2012年9月現在の構内の案内サインでは強調されていない。

## 利用状況
2024年度の1日平均乗降人員は588人である。近年の1日平均乗降人員は下表の通りである。近年は増加基調で、2017年度の乗降人員は2003年度の約3倍となった。
| 年度               | 1日平均 乗降人員 | 出典       |
| ------------------ | ---------------- | ---------- |
| 1998年（平成10年） | 225              |            |
| 1999年（平成11年） | 225              |            |
| 2000年（平成12年） | 202              |            |
| 2001年（平成13年） | 226              | [ 東武 2 ] |
| 2002年（平成14年） | 192              | [ 東武 3 ] |
| 2003年（平成15年） | 179              | [ * 1 ]    |
| 2004年（平成16年） | 184              | [ * 2 ]    |
| 2005年（平成17年） | 195              | [ * 3 ]    |
| 2006年（平成18年） | 193              | [ * 4 ]    |
| 2007年（平成19年） | 237              | [ * 5 ]    |
| 2008年（平成20年） | 258              | [ * 6 ]    |
| 2009年（平成21年） | 307              | [ * 7 ]    |
| 2010年（平成22年） | 327              | [ * 8 ]    |
| 2011年（平成23年） | 337              | [ * 9 ]    |
| 2012年（平成24年） | 378              | [ * 10 ]   |
| 2013年（平成25年） | 404              | [ * 11 ]   |
| 2014年（平成26年） | 448              | [ * 12 ]   |
| 2015年（平成27年） | 505              | [ * 13 ]   |
| 2016年（平成28年） | 554              | [ * 14 ]   |
| 2017年（平成29年） | 587              | [ * 15 ]   |
| 2018年（平成30年） | 608              | [ * 16 ]   |
| 2019年（令和元年） | 611              | [ * 17 ]   |
| 2020年（令和02年） | 450              | [ 東武 4 ] |
| 2021年（令和03年） | 477              | [ 東武 5 ] |
| 2022年（令和04年） | 508              | [ 東武 6 ] |
| 2023年（令和05年） | 559              | [ 東武 7 ] |
| 2024年（令和06年） | 588              | [ 東武 1 ] |

## 駅周辺
駅周辺は太田市郊外の住宅街である。無人化当時に比べ住宅が増加している。
- 太田市休泊行政センター
- 太田市運動公園
- 太田市立休泊中学校
- 太田市立休泊小学校
- 太田竜舞郵便局
- 群馬銀行太田支店竜舞出張所
- SUBARU大泉工場
- 金山自動車教習所
- 休泊川
- 竜内公園
- 群馬県道2号前橋館林線
- 群馬県道313号太田大泉線
- ペアーハンズ

## ギャラリー

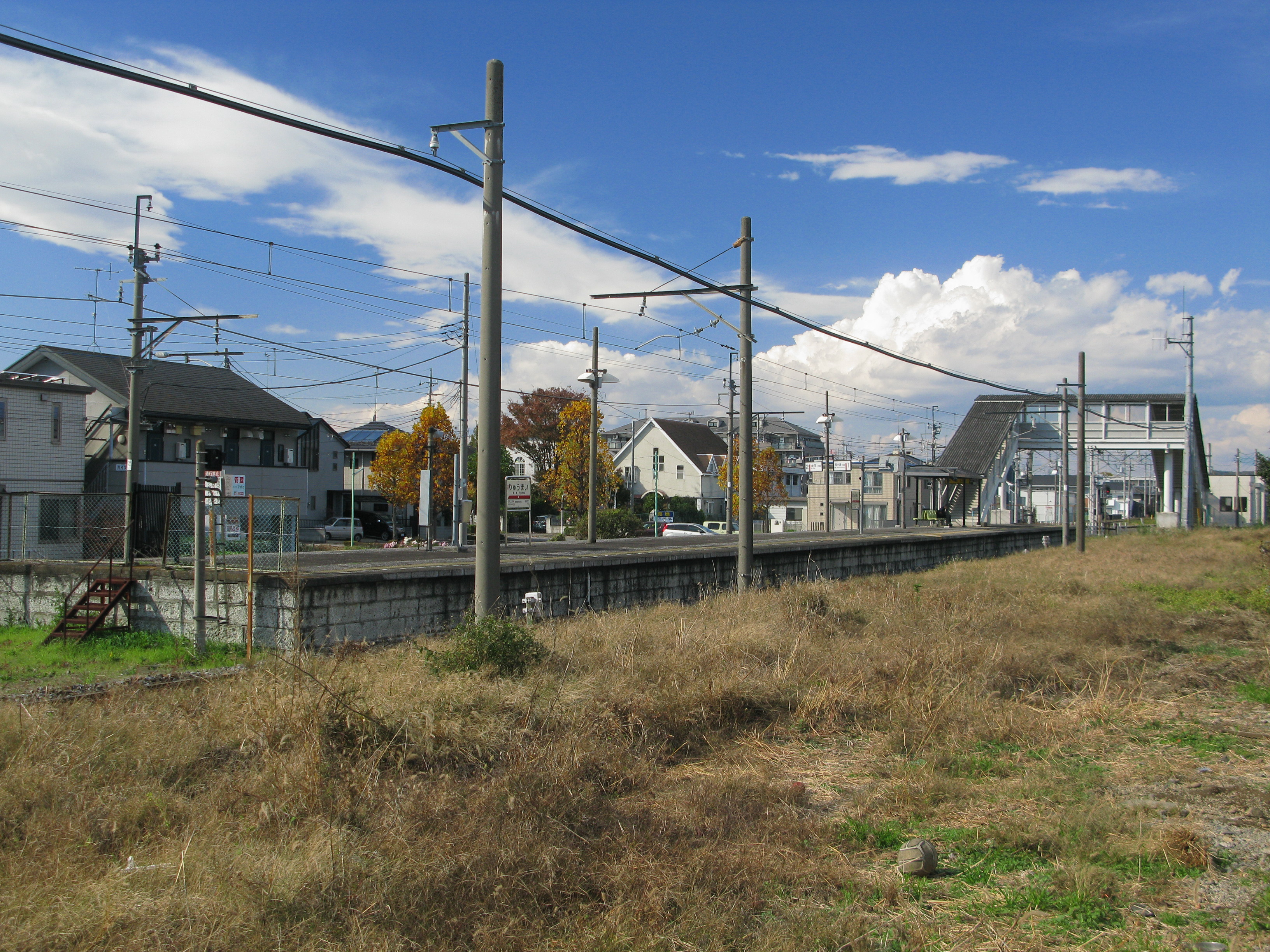
プラットホーム（2012年11月）
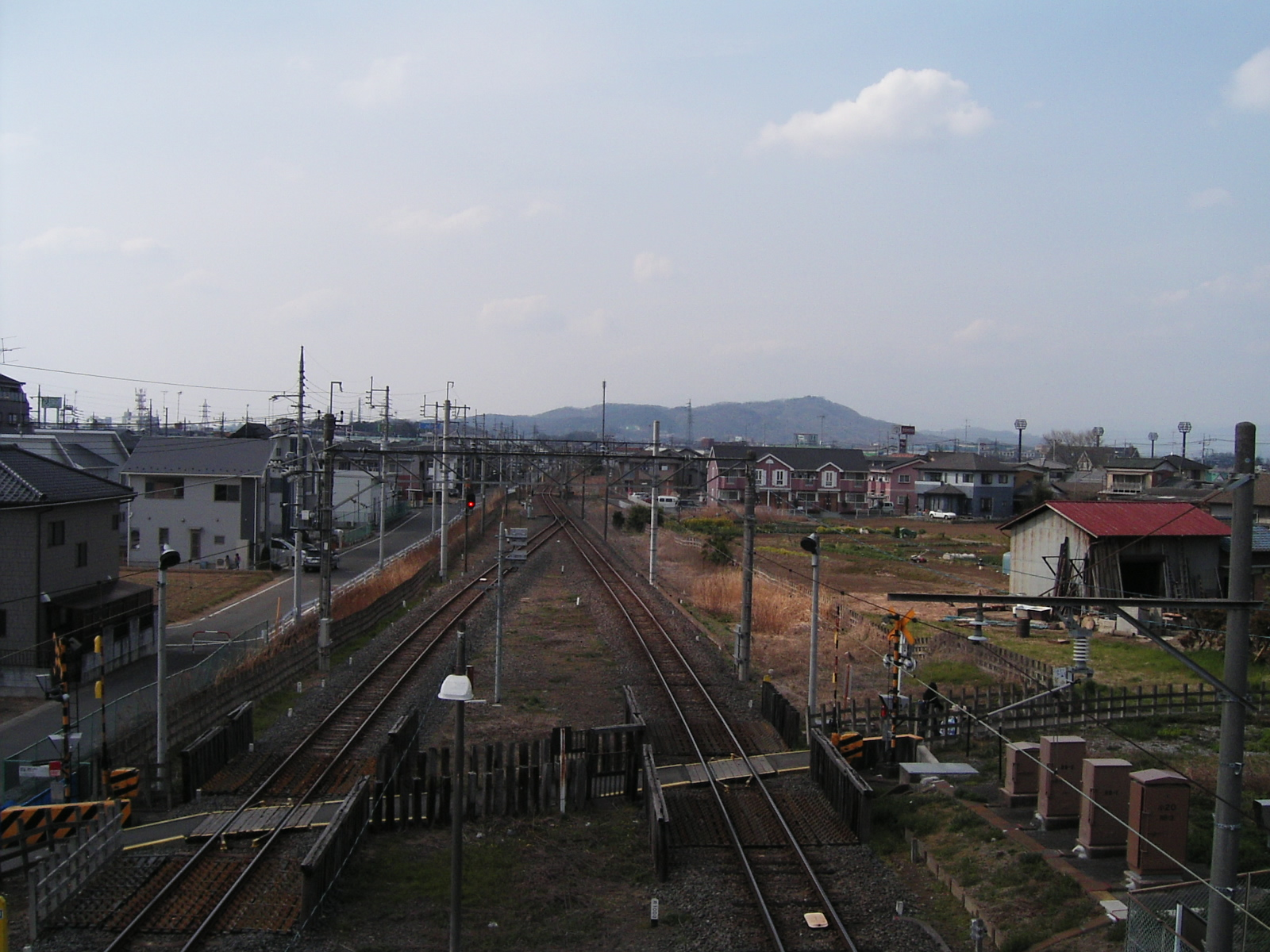
太田市街方面（2007年4月）
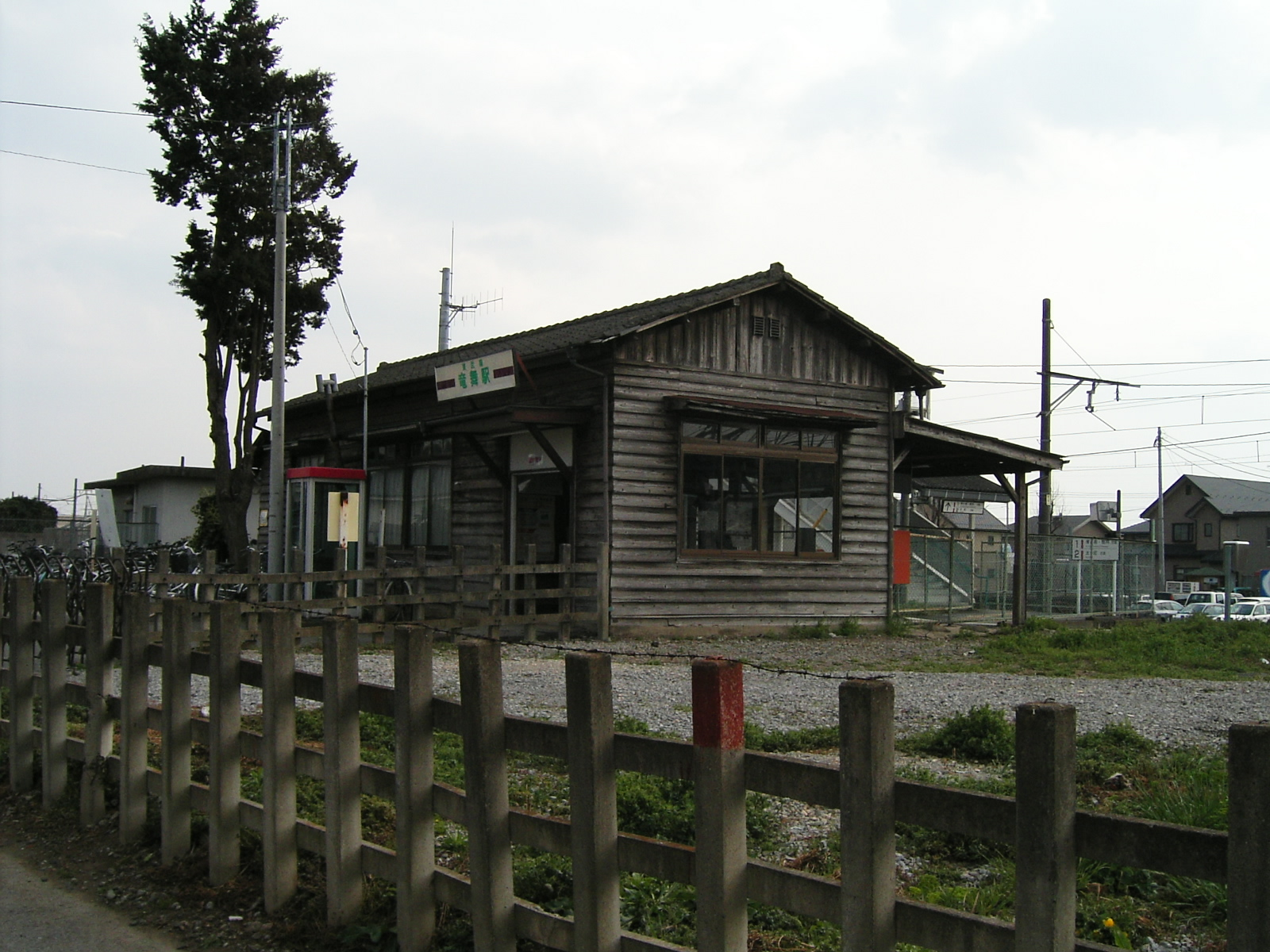
旧駅舎（2007年4月）

## 隣の駅
東武鉄道
 小泉線
東小泉駅 (TI 44) - 竜舞駅 (TI 47) - 太田駅 (TI 18)